# Paul Accola
Paul Accola (n. 20 februarie 1967, Davos, cantonul Graubünden, Elveția) este un schior alpin ce a reprezentat Elveția, medaliat olimpic. A participat la 5 ediții ale Jocurilor Olimpice (1988, 1992, 1994, 1998, 2002) în care a câștigat o medalie de bronz.